# Fondo europeo di stabilità finanziaria
Il Fondo europeo di stabilità finanziaria (FESF o EFSF) è uno strumento appositamente costituito dagli Stati membri dell'Eurozona, il 9 maggio 2010 in seguito alla grande recessione, per il solo fine di aiutare finanziariamente gli stati membri, preservando la stabilità finanziaria dell'Eurozona in caso di difficoltà economica. Da punto di vista giuridico, si tratta di una società di diritto lussemburghese con sede in Avenue John F. Kennedy 43 in Lussemburgo, il cui attuale presidente è il tedesco Klaus Regling.
Dal luglio 2012 è stato sostituito dal Meccanismo europeo di stabilità (MES), con la previsione che l'assistenza finanziaria ai Paesi insolventi sia condizionata alla partecipazione del settore privato (il cosiddetto salvataggio interno), in genere tramite un taglio del credito fino al 50%.

## Funzione
Il FESF può emettere obbligazioni o altri strumenti di debito sul mercato finanziario con il supporto dell'Ufficio tedesco di gestione del debito per raccogliere i fondi necessari a:
- Fornire prestiti ai paesi della zona euro in difficoltà finanziarie;
- Ricapitalizzare le banche;
- Comprare debito sovrano sotto forma di titoli di Stato.

Le emissioni di obbligazioni sono coperte da garanzie fornite dagli Stati membri della zona euro in proporzione alla loro quota di partecipazione al totale del capitale versato alla Banca centrale europea (BCE).
Nel caso in cui non ci fosse stata alcuna operazione finanziaria il FESF avrebbe cessato la sua attività dopo tre anni, il 30 giugno 2013. Come conseguenza dell'erogazione di prestiti all'Irlanda e al Portogallo nel 2011, il FESF terminerà il suo mandato quando avrà ripagato tutte le obbligazioni in essere.

## Prestito
Il Fondo può agire solo dopo che:
- uno Stato membro della zona euro ha presentato richiesta di aiuto;
- un programma negoziato tra lo Stato richiedente aiuto, la Commissione europea ed il Fondo Monetario Internazionale (FMI) è stato approvato all'unanimità da parte dei membri dell'Eurogruppo (ministri delle finanze della zona euro) ;
- un memorandum d'intesa è stato firmato.

Tutto ciò può avvenire soltanto quando il paese è impossibilitato ad ottenere sul mercato prestiti a tassi di interesse accettabili.
Dal momento in cui uno Stato membro della zona euro ha presentato richiesta di aiuto finanziario trascorreranno 3-4 settimane per sviluppare un programma di sostegno, compreso il tempo occorrente per l'invio di esperti da parte della Commissione, del FMI e della BCE nello Stato in crisi. Una volta che l'Eurogruppo ha approvato il programma, l'EFSF avrà bisogno di ulteriore tempo per raccogliere i fondi necessari ed erogare così il prestito.

## Valutazione
Il FESF mira ad emettere obbligazioni ad elevato rating al fine di acquisire denaro dal mercato bancario (dalla BCE principalmente) a costi (tassi d'interesse) inferiori a quelli che lo stesso mercato richiederebbe per obbligazioni direttamente emesse da un Paese membro in difficoltà economica. Nel settembre 2010, all'EFSF è stato assegnato il miglior rating possibile: AAA da Standard & Poor's e Fitch e Aaa da Moody’s.
A seguito del declassamento del debito dei paesi di mezza Europa, il 16 gennaio 2012 è stato declassato dalle maggiori agenzie di rating ad AA+. Il deterioramento del rating porta con sé un aumento dei costi di finanziamento, che implica spese maggiori per aiutare gli Stati dell'eurozona in difficoltà.
Tecnicamente il FESF è una società veicolo SPV (Special Purpose Vehicle) fuori dal bilancio della Banca centrale europea che emette CDO per raccogliere fondi destinati al finanziamento del deficit di bilancio dei Governi europei, aumentato notevolmente negli ultimi anni a causa della grande massa di aiuti pubblici finalizzati al ripianamento delle perdite del sistema bancario.
Il FESF è sostenuto da impegni di garanzia da parte degli Stati membri dell'area dell'euro per un totale di € 780 miliardi ed ha una capacità di prestito di € 440 miliardi cui possono integrarsi contributi in prestito da parte del Meccanismo europeo di stabilità (MES) per un massimo di € 60 miliardi e del Fondo monetario internazionale per un massimo di € 250 miliardi. 

A marzo del 2011, il Consiglio d'Europa ha deciso la sostituzione del Fesf col Meccanismo europeo di stabilità (MES) a decorrere dal luglio 2013, con un capitale sociale sottoscritto di 700 mld di euro, di cui risultano 80.5 mld effettivamente versati, al 2019. A luglio del 2011, il tetto massimo al capitale garantito è stato aumentato a 780 miliardi di euro, utilizzabili nei due anni di vita rimanenti del fondo Efsm.